# Dmitri Iwanowitsch (Zarewitsch)

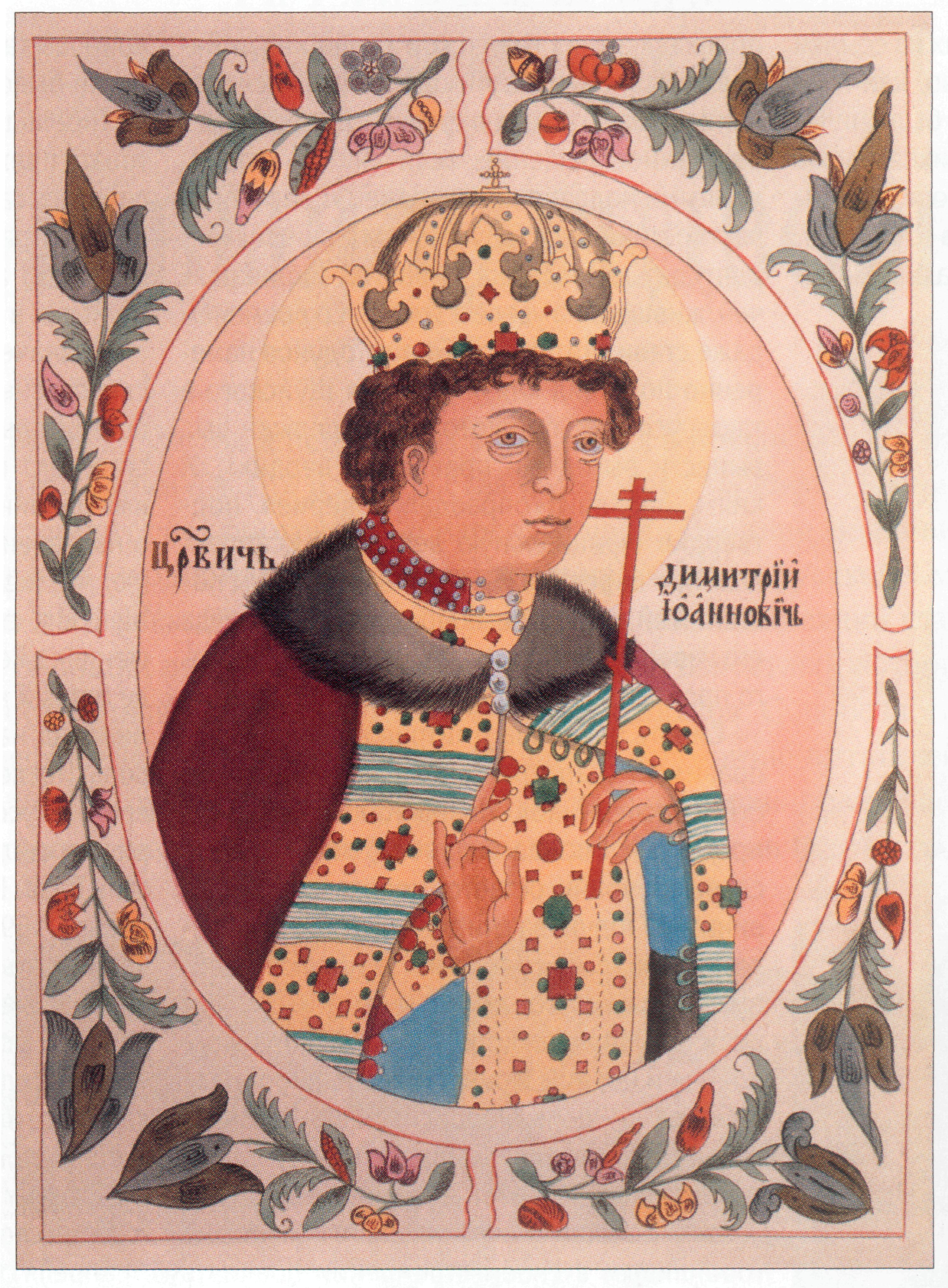
Dmitris Darstellung in Zarski Tituljarnik, 1672

Zarewitsch Demetrius, Zarewitsch Dmitri oder Dmitri Iwanowitsch (im Deutschen gelegentlich jeweils auch Dimitri, auch bekannt als Dmitri von Uglitsch und Dmitri von Moskau, russisch Дмитрий Иванович, Дмитрий Углицкий, Дмитрий Московский; * 19. Oktober 1582 in Moskau; † angeblich 15. Mai 1591 in Uglitsch) war der letzte rurikidische russische Zarewitsch, Sohn Iwans IV. des Schrecklichen und seiner siebten (oder achten) Frau Maria Fjodorowna Nagaja.

## Leben
Nach dem Tod Iwans des Schrecklichen kam Dmitris älterer Halbbruder Fjodor I. auf den Thron. Da dieser aufgrund angeborener Geistesschwäche jedoch regierungsunfähig war, wurde das Land in Wirklichkeit vom Bojaren Boris Godunow geführt, der nach Fjodors Tod als dessen Schwager auch den Thron beanspruchte. 1584 wurde Dmitri zusammen mit seiner Mutter nach Uglitsch in Nordrussland verbannt. Dort starb er angeblich an einer mysteriösen Stichwunde. An der Stelle errichtete die Stadt Uglitsch im Jahre 1692 die Demetrios-Kirche.

## Nachwirkung

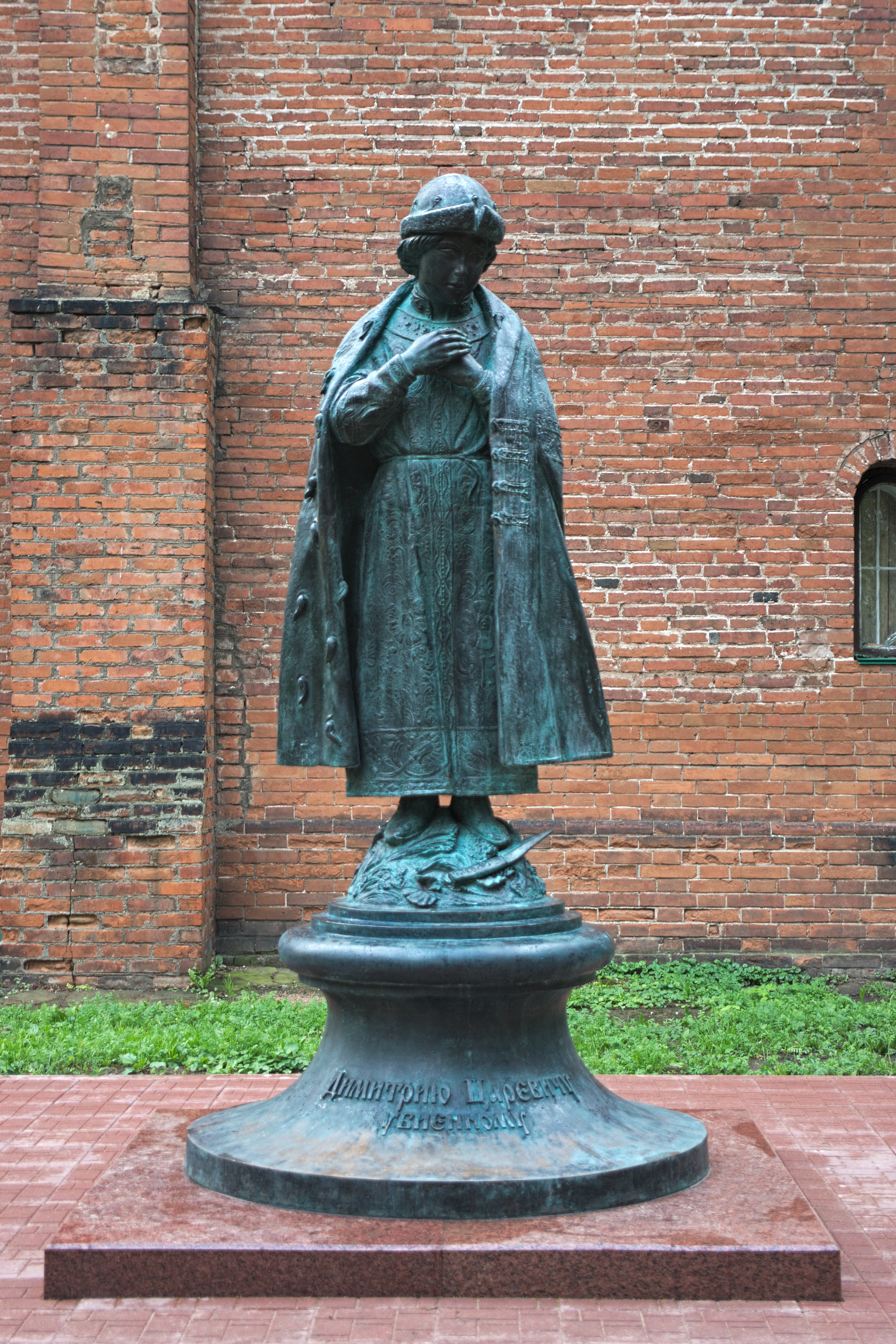
Denkmal für Dmitri in Uglitsch

Was tatsächlich mit Dmitri geschah, ist seither umstritten. Spätere Historiker vertreten drei Versionen: Dmitri wurde durch einen Befehls des Boris Godunow getötet, starb an natürlichen Ursachen oder sei entkommen.
Weder die Behauptung, dass er ein Betrüger gewesen sei, noch seine Identität als Sohn Iwans IV. konnten je bewiesen werden. Forscher, die der Obrigkeit widersprachen, konnten auch im 20. Jahrhundert nicht in Russland, sondern nur im Exil veröffentlichen.:693
1986 veröffentlichte die französische Spezialistin für russische Geschichte und Philosophin auf Grundlage der Forschungen des russischen Hisorikers Graf Sergej Dimitriewisch Scheremetiew (1844–1918) mit Serge de Witt aus unzähligen russischen Quellen ein Bild der damaligen Vorgänge.:11–25
Daraus ergibt sich Folgendes: Als der Zarewitsch angeblich ermordet wurde, kam es zu einem großen Tumult in Uglitsch. Statt Hilfe für das verletzte Kind zu leisten, wurden die Sturmglocken geläutet und Bitiagowski und viele andere Personen, die das Kind kannten, ermordet. Der Leichnam wurde in die Kirche gebracht und drei Tage lang strengstens von der Familie Nagoj und dem Kindermädchen bewacht, bis Wassili Schuiski als Leiter der Moskauer Untersuchungkomission kam. Diese „stellte fest“, der Zarewitsch, der epileptische Anfälle hatte, habe sich mit einem Messer selbst tödlich verletzt, worauf das Kind völlig formlos begraben wurde.:145ff Das Kindermädchen und ihr Ehemann verschwanden in den Moskauer Gefängnissen.
Zahlreiche Quellen und das Verhalten der Familie sprechen dafür, dass der wirkliche Demetrius schon im Vorfeld der Ereignisse aus der Stadt gebracht worden war, für kurze Zeit mit der Mutter und mit dem ihm vertrauten Arzt Semion in Richtung Archangelsk nach Norden reiste, immer in Klöstern übernachtend, die großzügige Spenden erhielten. Bis zum Tode Semions 1597 sollen die beiden sich im Norden in Klöstern und später auf dem Land aufgehalten haben.:172ff
Dimitri trat dann 14-jährig unter Protektion eines heimlichen Netzwerks von kirchlichen und zum Teil politischen Würdenträgern zu seinem Schutz in ein Kloster ein. Als 1597/1598 die Frage der Nachfolge auf seinen Bruder Fjodor aktuell wurde, befand sich Dimitrij nach Dubois-Cheynets Quellen als Mönch kurze Zeit in Moskau, floh jedoch mit Grischa Otrepjew (ebenfalls Mönch) nach der Machtergreifung Boris Godunows 1598. Immer in Klöstern untertauchend kamen beide über die Grenze bis nach Kiew, wo sie ebenfalls in einem Kloster aufgenommen wurden. Dann trennten sich die Wege: Grischa zog zu den Kosaken, um sie für Dimitri zu mobilisieren. Demetrius nahm Kontakt zum polnisch-litauischen Adel auf und offenbarte 1604 vor einer größeren Öffentlichkeit in Polen seine Identität als Zarewitsch. Er verliebte sich in Marina, die katholische Tochter des Fürsten Mniszech, versprach, sie zur Zarin Russlands zu machen, und es gelang ihm in den folgenden Jahren, genügend polnische Adlige und Kosaken für einen Feldzug gegen Moskau zu sammeln.
Dass er ein überkonfessionelles Christentum lebte, spricht aus der Tatsache, dass er für seine Ehe zum Katholizismus übertrat, die Jesuiten wegen ihrer Bildung sehr schätzte, andererseits protestantische Sekretäre hatte und die orthodoxe Kirche sehr gut kannte und so weit wie möglich respektierte.:488ff
Trotz militärischer Unterlegenheit gewann Demetrius durch die Unterstützung der Kosaken und der dankbaren russischen Bevölkerung, die sich nach der Schreckenszeit und den Hungerjahren unter Boris Godunow einen rechtmäßigen, volksnahen Zaren wünschte. Boris Godunow lebte in großer Angst, verstarb am 23. April 1605. Sein Sohn wurde zwar als Zar anerkannt, dann jedoch mit seiner unbeliebten Mutter von der Bevölkerung umgebracht. Dafür einen Befehl Dimitris zu unterstellen, ebenso wie ein Fehlverhalten seinerseits gegenüber der Tochter Godunows  entbehrt der seriösen historischen Quellen und muss als Propaganda seiner Gegner gewertet werden.
Unter großem Jubel wurde Demetrius am 20. Juni 1605 in Moskau gekrönt. Er holte seine Mutter nach Moskau und wurde öffentlich von ihr anerkannt, setzte viele neue Regelungen und Gesetze zur Rechtssicherheit der einfachen Bevölkerung und des Handels um, sprach mit jedem und war für seine Gewaltlosigkeit und Friedensliebe bekannt. Auch für die Bildung der russischen Bevölkerung, die Einführung von Instrumentalmusik und westlicher Kultur setzte sich Dimitri gegen den Widerstand aller reaktionären Kräfte in Bojarentum und Orthodoxie ein. Als Wassili Schuiski mit Komplizen des Verrats überführt und zum Tode verurteilt worden war, begnadigte ihn Dimitri gegen die Warnung seiner Berater.:518ff
Am 2. Mai 1606 traf die lang ersehnte Marina Mniszech schließlich, nach Befriedigung der exorbitanten Geldforderungen des zukünftigen Schwiegervaters, in Moskau ein. Per prokurationem war die Ehe am 22.11. in Polen schon geschlossen worden, nun fanden am 9. Mai die Krönung und Trauung nach orthodoxem Ritus in großer Pracht statt.
Doch Zar und Zarin durften wegen ihres Katholizismus die orthodoxe Kommunion nicht empfangen, was Anstoß erregte. Es kam zu immer größeren Spannungen zwischen Polen und Russen und Schuiski wartete nur auf den Moment, sich den neuen Zaren zu beseitigen und die Herrschaft an sich zu reißen. Trotz aller Warnungen vertraute Demetrius auf die Treue seines Volkes, wurde am 17. Mai jedoch grausam ermordet.:545ff Schuiski als Nachfolger ließ möglichst alle Quellen, die für seinen Vorgänger sprachen vernichten und inszenierte die „Exhumierung und Identifikation des ermordeten Zarewitsch“.
Andererseits gab es immer Menschen, die eine andere Wahrheit kannten und weitergaben, wie z. B. in der Familie des Grafen Scheremetiew.:14
„La vérité et la justice l’emporteront, car personne au monde n’est capable de les anéantir“ (Wahrheit und Gerechtigkeit werden es weitertragen, denn niemand ist in der Lage, sie zu vernichten):9
Dimitri Iwanowitsch an Boris Godunow, zitiert in Durand Cheynets Buch.

## Verehrung
Dmitri wurde 1606 heiliggesprochen, und seine Gebeine nach Moskau gebracht. Bald schon entwickelte sich ein Kult um sie, und er wurde von der Russisch-Orthodoxen Kirche als Heiliger anerkannt.

## Künstlerische Bearbeitungen
Die Geschichte des Zarewitsch ist ein Schlüsselelement in der Oper Boris Godunow von Modest Mussorgski, die wiederum auf dem gleichnamigen Drama von Alexander Puschkin basiert. Ebenfalls verarbeitet wurde sie von Friedrich Schiller in seinem unvollendet gebliebenen Drama Demetrius.